# Stephan Buchheim
Stephan Buchheim (* 7. September 1963 in Lemgo) ist ein deutscher Journalist, Kommunikationstrainer und Sprecher.

## Leben
Buchheim ist in Lemgo in Ost-Westfalen geboren, wuchs mit seinen fünf Geschwistern am Rande Berlins, im Spandauer Stadtteil Kladow, auf. Er ist verheiratet und hat zwei Töchter.
Anfang der 1980er-Jahre gründete Buchheim mit Freunden, u. a. dem späteren Musikproduzenten Moses Schneider (Beatsteaks, Tocotronic u. a.) die Popformation DeSign. Seinen ersten beruflichen Kontakt zum Radio hatte er 1987 beim privaten Radiosender Hundert,6.

## Radio
Beim privaten Radiosender Hundert,6 durchlief Buchheim ab 1989 diverse technische und redaktionelle Bereiche, wurde sowohl als Assistenz des Chefredakteurs als auch als Ü-Wagen-Techniker eingesetzt. Auch seine ersten Erfahrungen als Moderator machte er bei diesem Berliner Erfolgsprogramm der 1990er Jahre.
1992 wechselte er zum SFB (später rbb), wo er als Reporter und Moderator beim gerade reformierten Programm „88acht – Das Stadtradio“ eine der prägenden Stimmen wurde. Er moderierte die aktuellen Tagesstrecken, u. a. die legendäre SFB Berolina, aber auch Musik-Specials und Polit-Magazine.

## Medientrainer/Coach
2013 gründete er mit den Journalisten und Coaches Anke Burmeister und Johannes Lauterbach die Firma ajotes coaching. Als Journalist und Sprecher mit jahrelanger Erfahrung im Mediengeschäft bietet er heute Kommunikationstrainings, Interviewseminare sowie Präsenzcoachings an.
Er begleitet als Mentor Führungskräfte in ihrer persönlichen Entwicklung und hilft als ausgebildeter Mediator Organisationen und Einzelpersonen Konflikte zu regulieren.

## Fernsehen/Games
1997 hatte er seine ersten Einsätze als Fernseh-Sprecher, u. a. bei der SAT1-Show Glücksrad. Es folgten diverse Einsätze in Hörspielen, Dokumentationen und einer ganzen Reihe mehrfach ausgezeichneter Online-Games, wie HALO oder Dragon Age. Auch Rollen in Filmproduktionen hat er immer wieder übernommen, wie z. B. „Kanzleramt“, "Der Mordanschlag" (beide ZDF) oder Inside Wikileaks – Die fünfte Gewalt. Im Drama Unbroken unter der Regie von Angelina Jolie lieh Buchheim seine Stimme dem Reporter, der 1936 den legendären Olympia-Lauf des US Läufers Louis Zamperini kommentierte.
2017 arbeitet Stephan Buchheim als Sprecher für das Kultur- und Lifestyle-Magazin euromaxx von Deutsche Welle TV und in Hörbuchproduktionen des Hörverlags Der Hörverlag. Außerdem ist er in einer Vielzahl von Konzerten und Lesungen in Berlin und Brandenburg zu hören.

## Hörbücher / Hörspiele
Stephan Buchheim liest regelmäßig Hörbücher u. a. für Random House Audio, für den Argon Verlag und Der Audio Verlag. Außerdem ist er im Einsatz in Hörspielen, wie z. Bsp. im Cybercrimi "Glashaus oder in "Der Augenjäger" von Sebastian Fitzek – beides Produktionen von Lauscherlounge/Hörspielstudio X-Berg unter der Regie von Johanna Steiner.

## Hörbücher (Auswahl)
- 2015: Krebszellen mögen keine Himbeeren von Richard Béliveau und Denis Gingras, Random House Audio
- 2018: Das Paradies der Damen von Emile Zola, Allotria Verlag Berlin
- 2019: Die 6 Säulen des Selbstwertgefühls von Nathaniel Branden, Random House Audio
- 2019: Raus aus der Falle mit der neuen Mäusestrategie von Spencer Johnson, Random House Audio
- 2019: Endlich Nichtraucher! Das Bootcamp von Allen Carr und John Dicey, Der Hörverlag München
- 2020: Das kluge, lustige, gesunde, ungebremste, glückliche, sehr lange Leben von Klaus Brinkbäumer und Samiha Shafy, Argon Verlag
- 2020: #EducationForFuture von Gerald Hüther, Marcell Heinrich und Michael Senf, Der Hörverlag München
- 2020: Undercover Ein V-Mann packt aus von Jörg Diehl, Roman Lehberger und Fidelius Schmid, Der Audio Verlag